# Пам'ятник радянським танкістам-визволителям Києва
Пам'ятник радянським танкістам-визволителям Києва — пам'ятник в Києві за проєктом архітектора Е. А. Більского, на честь танкістів 3-ї гвардійської танкової армії, які 6 листопада 1943 року взяли участь у визволенні Києва від німецької окупації. Знаходиться на розі проспекту Берестейського та вулиці Нестерова, біля будинку № 52/2 по проспекту Перемоги, навпроти одного з цехів Першого київського машинобудівного заводу (колишній завод «Більшовик»), недалеко від станції метро «Шулявська». Встановлений 3 листопада 1968 року, у 25-ту річницю визволення Києва. Рішенням виконавчого комітету Київської міськради народних депутатів від 27 січня 1970 № 159 пам'ятник взятий під охорону як пам'ятка історії, без присвоєння охоронного номера.

## Історія
Радянські війська вступили в Київ в ніч з 5 на 6 листопада 1943. Першими в місто ввійшли бійці 51-го стрілецького корпусу — з боку Подолу, та 22-ї танкової бригади 3-ї гвардійської танкової армії, що наступала із заходу, вздовж Берестейського шосе. В авангарді йшов танк гвардії старшини Н. Шолуденко, якій у районі заводу «Більшовик» був підбитий, Шолуденко при цьому отримав смертельні поранення. Згодом на честь цих подій Брест-Литовське шосе було перейменовано на проспект Перемоги, а з'єднана з ним вулиця Керосинна отримала ім'я Шолуденка. 1968 року на честь танкістів, що першими ввійшли в Київ, був збудований пам'ятний монумент. Встановлений на ньому Т-34-85 прибув до місця установки власним ходом, і так саме заїхав на постамент.

## Опис
Пам'ятник має вигляд танка Т-34-85, встановленого на бетонній смузі у вигляді пандусу довжиною 43 м, яка символізує фронтові шляхи. Смуга-пандус спирається на гранітний парапет, що знаходиться посеред клумби, прикрашеної зеленими насадженнями. Початково на парапеті був розміщений напис «Радянським воїнам-танкистам — визволителям Києва», виконаний з літер жовтого металу. Станом на 2016 рік частина літер була вже відсутня, станом на 2017 напис відсутній повністю. Пам'ятник розміщений на невеликому майдані, вимощеному бетонними плитами, який може бути застосований для проведення урочистих церемоній. 1982 року по краю майдану були розміщені стели, присвячені містам-героям, у середині стел знаходиться земля з відповідних міст. Стели складають разом із пам'ятником спільний ансамбль.
Танк Т-34-85 пофарбований в темно-зелений колір. Від дати встановлення та довгий час він мав на башті зображення знака «Гвардія» і бортовий номер 111, нанесені з обох боків. Приблизно в 2011 році з лівого боку башти замість номера та знаку було нанесено напис російською мовою «За нашу Советскую родину!!!». Станом на 2016 рік танк мав з обох боків башти б/н 111 зменшеного розміру, доповнений з лівого боку прямокутником кольорів державного прапора України, станом на 2017 рік усі написи та зображення були зафарбовані, станом на 2020 рік танк має тільки б/н 111 невеликого розміру.

## Інциденти

### Спроба підпалу (2010)
У ніч на 14 листопада 2010 року невідомі жбурнули у пам'ятник пляшку з запалювальною сумішшю. Танк отримав незначні пошкодження — трохи обгоріла фарба у районі задніх катків. У ЗМІ висловлювалось припущення, що до інциденту могла мати відношення організація «Братство», та був приурочений до річниці УПА — відповідне повідомлення з'явилось на сайті Братства. На відеохостингу YouTube також було розміщено відео з моментом підпалу.

### Розмалювання (2016)
10 липня 2016 подружня пара киян, знаходячись у стані алкогольного сп'яніння, розфарбувала танк білими смугами. Подружжя було затримано поліцією на місці правопорушення. Свої дії вони пояснили тим, що танк обурив їх своїм кольором, і також тим, що вони хотіли звернути увагу громадськості.

### Заміна назв міст (2022)
10 квітня 2022 року активісти й тероборона прибрали зі стел біля пам'ятника назви білоруських та російських міст-героїв, які отримали це звання після Другої світової війни. Було прибрано назви «Москва», «Ленінград», «Сталінград», «Тула», «Мурманськ», «Смоленськ», «Новоросійськ», а також «Мінськ» та «Берестя». Їх назви на стелах замінили на назви міст-героїв України: Харків, Херсон, Чернігів, Миколаїв, Волноваха, Охтирка, Буча, Ірпінь, Гостомель та Маріуполь.
З попередніх назв залишили лише українські — Київ, Севастополь, Одеса й Керч. «Місто-герой» — найвища відзнака, якою удостоєні чотири українські міста, які прославилися героїчною обороною під час Другої світової війни. З того часу жодне місто не мало такого звання.